# Silvija
Silvija je žensko osebno ime.

## Izvor imena
Ime Silvija je različica ženskega osebnega imena Silvestra.

## Pogostost imena
Po podatkih Statističnega urada Republike Slovenije je bilo na dan 31. decembra 2007 v Sloveniji število ženskih oseb z imenom Silvija: 616.

## Osebni praznik
Osebe z imenom Silvija lahko godujejo kot osebe z imenom Silvestra.